# Centre européen de recherche et de documentation parlementaires

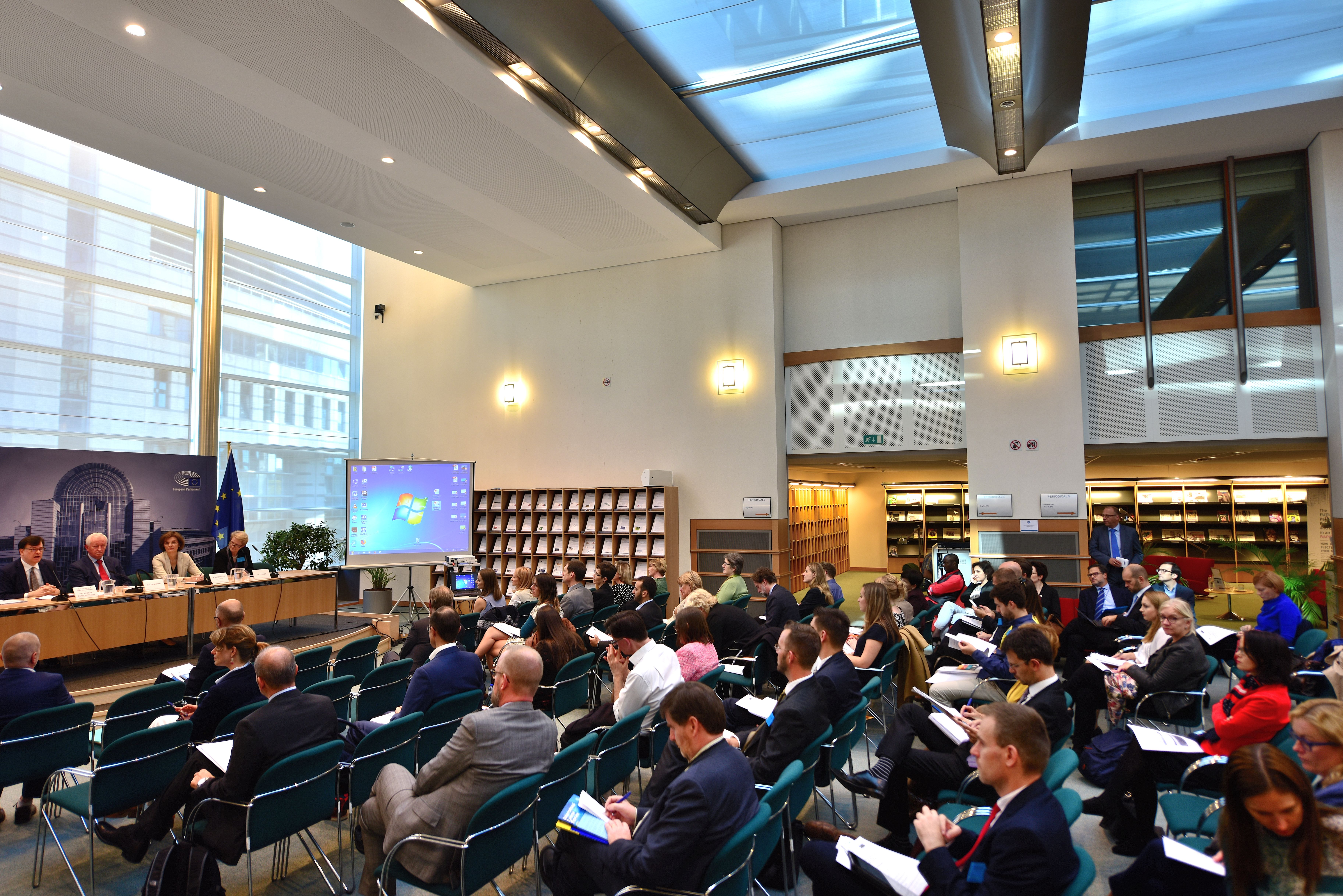
Un séminaire du CERDP dans la salle de lecture de la bibliothèque du Parlement européen à Bruxelles, 2018.

Le Centre européen de recherche et de documentation parlementaires (CERDP), créé en juin 1977 à la demande des présidents des Assemblées parlementaires européennes, est un instrument de coopération parlementaire et d'échange d'informations.

## Objectifs du Centre
Le CERDP a « pour objectif de promouvoir les échanges d’informations, d’idées, d’expériences et de bonnes pratiques entre les administrations des parlements d’Europe sur des sujets d’intérêt commun, de renforcer l’étroite coopération entre les services parlementaires dans tous les domaines de l’administration, de la législation, de l’information, des études et de la documentation parlementaires, et de recueillir, échanger et diffuser les études réalisées par les services parlementaires. » 
Chaque parlement génère un nombre élevé d'information et de documents, et il est parfois difficile pour d'autres pays de trouver des données spécifiques sur les pratiques et les politiques d'autres pays. Le rôle du Centre est de rassembler ces informations, de faciliter les échanges d'idées ainsi que la consultation de ces données collectées et la diffusion des études réalisées. Il offre ainsi à l'ensemble des acteurs concernés la possibilité de travailler ensemble dans le cadre de demandes d'information à des fins comparatives, de séminaires et d'enquêtes effectuées par tel ou tel parlement sur des questions spécifiques.

## Structures
La structure de direction du CERDP se divise en trois groupes : 
- deux codirecteurs, assistés chacun de deux cosecrétaires : ils sont désignés par les secrétaires généraux du Parlement européen et de l'Assemblée parlementaire du Conseil de l'Europe, et sont chargés de l'organisation de l'ensemble des activités du Centre.
- la conférence des correspondants : Chaque parlement membre du Centre est représenté à la conférence annuelle des correspondants par un haut fonctionnaire désigné par son secrétaire général. Ces fonctionnaires assurent le lien entre leur parlement et le Centre et participent à l'élaboration du programme de ce dernier.
- le comité exécutif : il est constitué des deux codirecteurs et de cinq autres membres désignés, en son sein, par la conférence des correspondants. Chaque année, un ou deux de ces membres sont remplacés, ce système permettant un certain renouvellement de l'approche tout en préservant la continuité. Le comité est chargé d'effectuer le travail de fond pour la conférence annuelle des correspondants et assure la continuité des travaux du Centre.

## Membres du centre
- Le Parlement européen,
- L'Assemblée parlementaire du Conseil de l'Europe ;
- Les chambres composant les parlements des États membres de l'Union européenne et du Conseil de l'Europe : 
  - Albanie (Assemblée),
  - Allemagne (Bundestag et Bundesrat),
  - Andorre (Consell General),
  - Arménie (Assemblée nationale),
  - Autriche (Nationalrat et Bundesrat),
  - Azerbaïdjan (Assemblée nationale),
  - Belgique (Chambre des représentants et Sénat),
  - Bosnie-Herzégovine (Chambre des peuples et Chambre des représentants),
  - Bulgarie (Assemblée nationale),
  - Chypre (Chambre des représentants),
  - Croatie (Sabor),
  - Danemark (Folketing),
  - Espagne (Congreso de los Diputados et Senado),
  - Estonie (Riigikogu),
  - Finlande (Eduskunta),
  - France (Assemblée nationale et Sénat),
  - Géorgie (Parlement),
  - Grèce (Vouli ton Ellinon),
  - Hongrie (Assemblée nationale),
  - Irlande (Dáil et Seanad),
  - Islande (Althingi),
  - Italie (Camera dei Deputati et Senato),
  - Lettonie (Saeima),
  - Liechtenstein (Landtag),
  - Lituanie (Seimas),
  - Luxembourg (Chambre des députés),
  - Malte (Chambre des représentants),
  - Moldavie (Parlement),
  - Monaco (Conseil national et National Council),
  - Monténégro (Skupstina),
  - Norvège (Stortinget),
  - Pays-Bas (Première et Deuxième Chambre des États-Généraux),
  - Pologne (Sejm et Sénat),
  - Portugal (Assemblée de la République),
  - République tchèque (Chambre des représentants et Sénat),
  - Roumanie (Chambre des députés et Sénat),
  - Royaume-Uni (Chambre des communes et Chambre des lords),
  - Russie (Douma d'État et Conseil de la fédération),
  - Saint-Marin (Consiglio Grande e Generale),
  - Serbie (Assemblée nationale),
  - Slovaquie (Conseil national et Dravni zbor et Dravni svet),
  - Suède (Riksdag),
  - Suisse (Conseil national et Conseil des États),
  - Turquie (Grande Assemblée nationale),
  - Ukraine (Supreme Rada),
  - l'ancienne République yougoslave de Macédoine (Assemblée de la république).

Les pays ayant le statut d'observateur à l'Assemblée parlementaire du Conseil de l'Europe peuvent également avoir recours aux services du Centre : 
- Israël (Knesset) ;
- Canada (Chambre des communes et Sénat) ;
- Mexique (Senado et Cámara de Diputados).

### Sources et Liens externes
- Site officiel du CERDP